# Mukhthar Naseer
Mukhthar Naseer (* 7. Mai 1979 auf Thoddoo, Malediven), Spitzname 2 Kilo, ist ein maledivischer Fußballspieler. Er spielt in der Position des Stürmers.
Von 2004 bis Ende 2008 spielte er für den maledivischen Erstligisten Club Valencia, seit 2009 für Victory SC.
Als Spieler der maledivischen Nationalmannschaft nimmt er auch an internationalen Wettkämpfen teil. 2008 schoss er bei der Südasienmeisterschaft im Finale gegen Indien in der 87. Minute das einzige Tor des Spiels und gewann damit für die Malediven den Titel.
Anfang 2009 wurde er sowohl von der Tageszeitung Haveeru Daily als auch vom maledivischen Fußballverband FAM zum Fußballer des Jahres 2008 ernannt.